# Guinicio
Guinicio es una de las 6 pedanías de la localidad burgalesa de Miranda de Ebro. Celebra las fiestas de Acción de Gracias el primer domingo de septiembre. 

## Demografía
Evolución de la población
| Gráfica de evolución demográfica de Guinicio entre 2000 y 2017     |
|                                                                    |
| Población de derecho (2000-2017) según el padrón municipal del INE |

## Historia
Guinicio nació en torno al monasterio de Santa María de Guinicio, perteneciente al Señorío de Lantarón, que más tarde, en 1054, pasó a manos del monasterio de San Millán de la Cogolla. Desde 1406 depende del monasterio del Espino.
En 1843 pertenecía al partido de Miranda de Ebro. Hoy es una Entidad Local Menor de Miranda de Ebro, comunidad autónoma de Castilla y León (España). Está situada en la comarca de Ebro y en la actualidad depende del Ayuntamiento de Miranda de Ebro. 
En el censo de la matrícula catastral contaba con 15 hogares y 59 vecinos. Entre el censo de 1857 y el anterior, este municipio desaparece porque se integra en el municipio Montañana. Posteriormente se integra en Miranda.
Así se describe a Guinicio en el tomo IX del Diccionario geográfico-estadístico-histórico de España y sus posesiones de Ultramar, obra impulsada por Pascual Madoz a mediados del siglo XIX:

Villa con ayuntamiento en la provincia, diócesis, audiencia territorial y capitanía general de Burgos (14 leguas), partido judicial de Miranda de Ebro (1 ½). Situada en una ladera combatida por todos los vientos; el clima es sano, y las enfermedades más comunes reumas y constipados. Tiene 16 casas, escuela de primeras letras, concurrida por 10 niños de ambos sexos, y dotada con 8 ½ fanegas de trigo, iglesia parroquial (Santa María de la Asunción), servida por un cura párroco, y una fuente de buenas aguas para el consumo del vecindario. El término de este pueblo está enclavado en el centro de la jurisdicción de Montañana, distante 5/4 de legua por la parte del N. El terreno es de buena calidad; los caminos conducen a Puentelarrá, Santa Gadea y Montañana; y la correspondencia se recibe de la cabeza del partido por medio de valijero. Producciones: trigo, cebada, centeno y vino; ganado lanar; caza de liebres y perdices, y pesca de anguilas, truchas, barbos y loinas en el río Ebro, que pasa a alguna distancia de la villa; Industria: la agrícola; Población: 15 vecinos, 59 almas. Capital productivo: 361.320 reales; Imponible: 31.423; Contribución: 1.551 reales 17 maravedíes. El presupuesto municipal asciende a 1.400 reales, que se cubren por reparto entre los vecinos.
Diccionario geográfico-estadístico-histórico de España y sus posesiones de Ultramar

## Festividades
Celebra las fiestas de Acción de Gracias el primer domingo de septiembre.